# Hroznatín

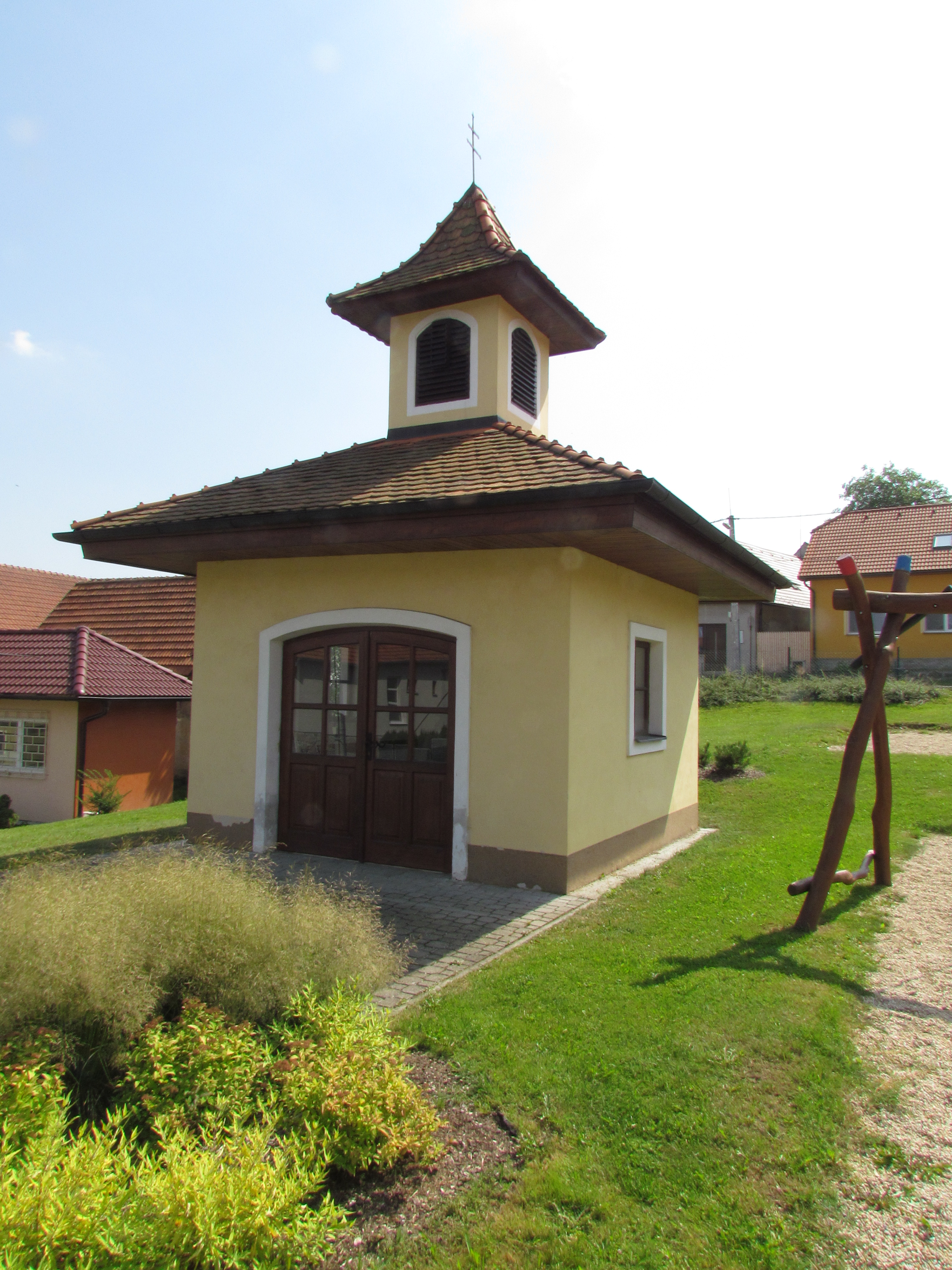
Kapelle

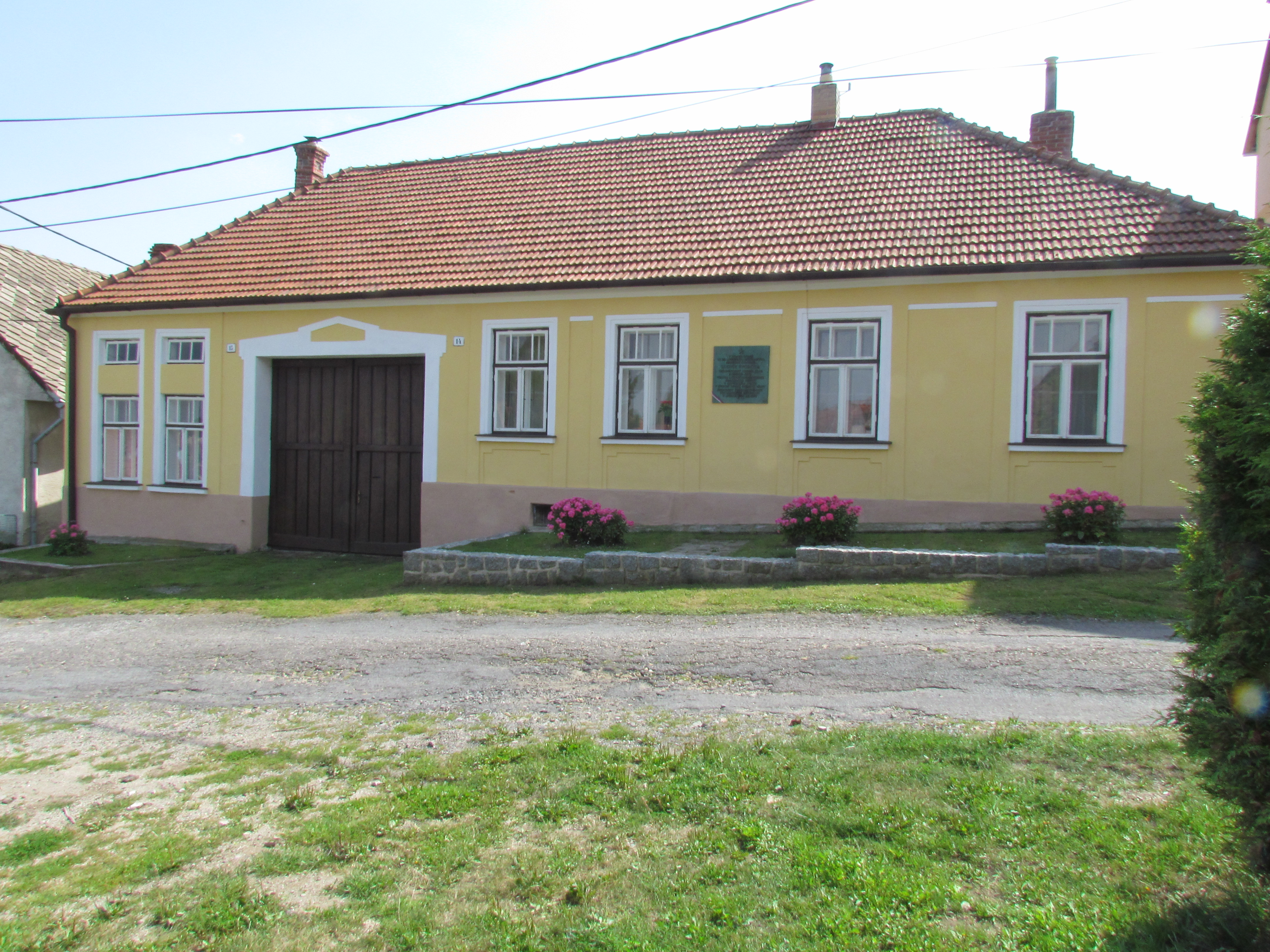
Geburtshaus von Ludvík Svoboda

Hroznatín (deutsch Hrosnatin, auch Hrozniatin) ist eine Gemeinde in Tschechien. Sie liegt zehn Kilometer nördlich von Třebíč und gehört zum Okres Třebíč.

## Geographie
Hroznatín befindet sich auf einer Kuppe linksseitig über dem Tal des Flüsschens Oslavička im Krischanauer Bergland (Křižanovská vrchovina) im Süden der Böhmisch-Mährischen Höhe. Nördlich erhebt sich der Hügel Babí hora (606 m).
Nachbarorte sind Batouchovice im Norden, Nový Telečkov im Nordosten, Vlčatín und Rudíkov im Osten, Přeckov im Süden, Horní Vilémovice und Benetice im Westen sowie Svatoslav im Nordwesten.

## Geschichte
Die erste schriftliche Erwähnung des Dorfes erfolgte im Jahre 1365 durch Jan von Meziříč als Mitgift für seine Frau Anna von Sternberg. Georg von Krawarn auf Meziříč überschrieb Hroznatín 1447 an Mikuláš von Nárameč. Nachfolgender Besitzer war ab 1453 Ondřej Něpr von Oslavice auf Pozďatín. 1497 erwarb Zikmund Valecký von Mírov das Dorf von Mikuláš Něpr. Im Jahre 1576 schlug der Besitzer der Herrschaft Namiescht, Johann d. Ä. von Žerotín († 1583), das Dorf dem Gut Batouchovice zu. 1790 standen in Hroznatín 22 Häuser, das Dorf hatte 136 Einwohner. 
Im Jahre 1842 bestand das im Iglauer Kreis gelegene Dorf Hrozniatin bzw. Hroznětin aus 26 Häusern, in denen 154 Personen lebten. Pfarr- und Schulort war Rudikau. Bis zur Mitte des 19. Jahrhunderts blieb Hrozniatin dem mit der Fideikommissgrafschaft Namiescht verbundenen landtäflichen Gut Batauchowitz untertänig.
Nach der Aufhebung der Patrimonialherrschaften bildete Hroznětín ab 1850 einen Ortsteil der Gemeinde Rudíkov im Gerichtsbezirk Groß Meseritsch. Ab 1869 gehörte Hroznětín zum Bezirk Groß Meseritsch. 1881 veräußerte Heinrich von Haugwitz den Batauchowitzer Großgrundbesitz an Adolf Lieblich sowie die Brüder Heinrich und Ludwig Heller aus Iglau. 1887 bildete das Dorf eine eigene politische Gemeinde, die den Namen Hroznatín erhielt. Im Jahre 1890 hatte das Dorf 170 Einwohner und 1900 waren es 167. Beim Zensus von 1921 lebten in den 33 Häusern der Gemeinde 208 Tschechen. Im Zuge der Gebietsreform und der Aufhebung des Okres Velké Meziříčí kam die Gemeinde am 1. Juli 1960 zum Okres Třebíč. 1964 wurde Hroznatín nach Rudíkov eingemeindet. Seit 1991 besteht die Gemeinde wieder.

## Sehenswürdigkeiten
- Kapelle, errichtet 1973 anstelle eines Vorgängerbaus
- Kreuzstein
- Geburtshaus des Generals Ludvík Svoboda, die 1985 darin eröffnete Gedenkstätte wurde 1992 geschlossen

## Söhne und Töchter der Gemeinde
- Ludvík Svoboda (1895–1979), tschechoslowakischer General und Präsident der ČSSR